# Безводнинский сельсовет
Безво́днинский сельсовет — упразднённое сельское поселение в составе Кстовского района Нижегородской области России.
Административный центр — село Безводное.
Законом Нижегородской области от 10 декабря 2021 года № 137-З к 23 декабря того же года муниципальный округ, сельское поселение упразднено.

## История
Статус и границы сельского поселения установлены Законом Нижегородской области от 15 июня 2004 года № 60-З «О наделении муниципальных образований — городов, рабочих посёлков и сельсоветов Нижегородской области статусом городского, сельского поселения».
Границы сельского постановления установлены в соответствии с Законом Нижегородской области от 24 октября 2005 года № 169-З «Об утверждении границ, состава территории Кстовского муниципального района, границ и состава территорий муниципальных образований, входящих в состав Кстовского муниципального района» (с изменениями на 7 декабря 2012 года)

## Население
| 2002  | 2010  | 2012  | 2013  | 2014  | 2015  | 2016  |
| ----- | ----- | ----- | ----- | ----- | ----- | ----- |
| 2155  | ↗2310 | ↗2434 | ↗2530 | ↗2640 | ↗2668 | ↗2755 |
| 2017  | 2018  | 2019  | 2020  | 2021  |       |       |
| ↗2837 | ↗2859 | ↗2912 | ↘2904 | ↘2425 |       |       |

## Состав сельского поселения
| № | Населённый пункт | Тип населённого пункта       | Население |
| - | ---------------- | ---------------------------- | --------- |
| 1 | Безводное        | село, административный центр | ↗1067     |
| 2 | Великий Враг     | село                         | ↗531      |
| 3 | Зимёнки          | деревня                      | ↗342      |
| 4 | Михальчиково     | деревня                      | →215      |
| 5 | Муханово         | деревня                      | ↗11       |
| 6 | Подвалиха        | деревня                      | ↘144      |